# Parque Natural de Somiedo
Koordinaten: 43° 4′ 12″ N, 6° 13′ 12″ W

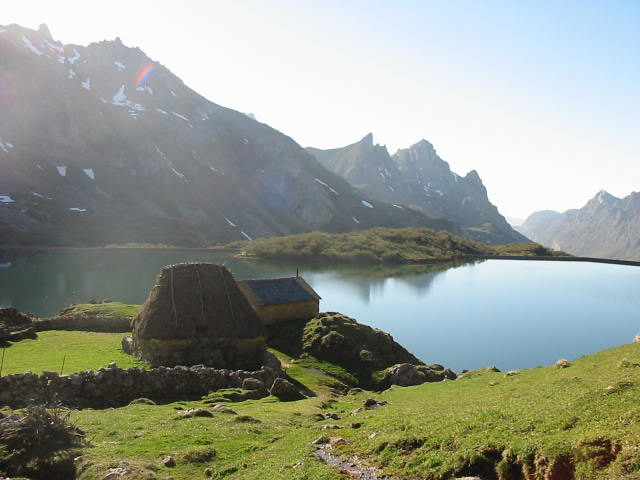
Lago del Valle im Somiedo

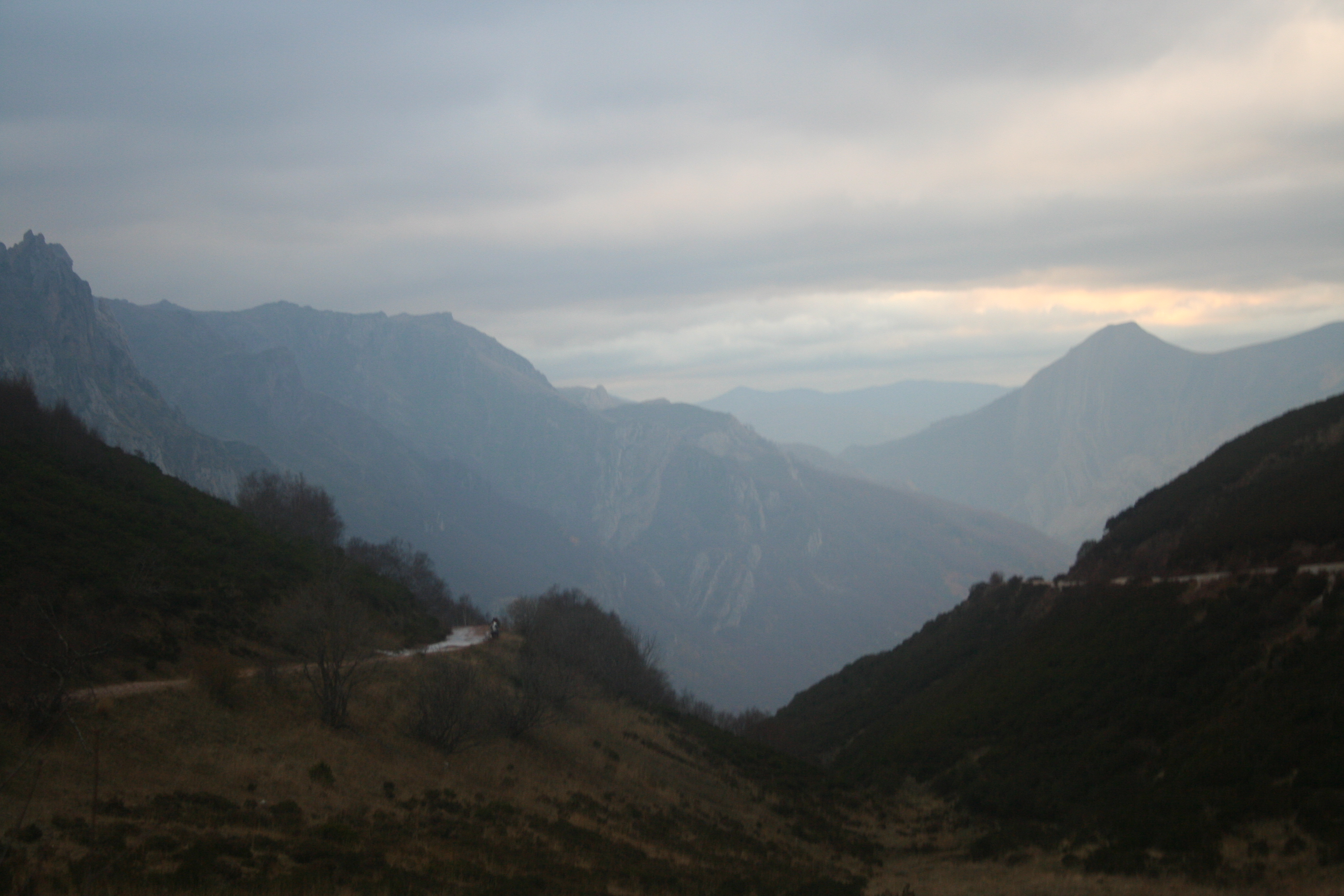
Straße im Somiedo

Der Parque Natural de Somiedo ist ein Naturpark und Biosphärenreservat in der nordspanischen Provinz Asturien. 

## Beschreibung
Der Park hat eine Fläche von 291 km². Die höchste Erhebung ist der Berg El Cornón mit einer Höhe von 2.194 m. 
Im gesamten Naturpark leben ca. 1600 Menschen. Somiedo ist Teil des UNESCO-Projektes Der Mensch und die Biosphäre, das sich damit befasst, Siedlungen mit geringer Bevölkerungsdichte nach strengen ökologischen Regeln in die Natur einzubinden.
Der Naturpark ist bei Alpin-Touristen nicht unbekannt und findet in den meisten Reiseführern über Nordspanien Erwähnung als besonderes Wandergebiet.

## Geschichte
Das Gebiet wurde 1988 zum Naturpark erklärt. Der Parque Natural de Somiedo ist somit der älteste Naturpark Spaniens. Im Jahr 2000 folgte die Erklärung des Parks zum Biosphärenreservat. 

## Fauna
In diesem Naturpark lebt die größte Braunbären-Population in Spanien mit einer Anzahl von ca. 160 Tieren. Außerdem kommen hier Pyrenäen-Gämsen, Wildschweine, Wölfe und Wildkatzen vor. 